# 한국지역정보개발원
한국지역정보개발원(韓國地域情報開發院, Korea Local Information Research & Development Institute, 약칭: KLID)은 대한민국의 지역정보화 관련 조사·연구, 지방자치단체 공동활용시스템 보급 및 유지관리, 중앙과 지방간의 정보화 연계 등 지역정보화 촉진과 전자정부의 지방적 구현을 위해 설립된 지역정보화 전문기관(행정안전부 산하기관)으로, 17개 광역자치단체가 설립 주체로 참여하고 있다. 한국지역정보개발원은 서울특별시 마포구 상암동에 위치하고 있다.

## 설립 근거
- 전자정부법 제72조[1]

## 주요 업무
- 전자지방정부구현 및 지역정보화 촉진을 위한 정보화사업의 지원
- 지방자치단체 정보화 관련 중앙행정기관, 지방자치단체 위탁사무
- 지역정보화 촉진을 위한 조사·연구 및 교육·훈련
- 지방자치단체가 공동으로 추진하는 정보화사업
- 지방자치단체 공통 정보시스템의 개발, 구축, 확산, 운영, 유지관리
- 지방자치단체의 정보자원 관리 및 표준화 지원
- 지역정보화사업의 성과 분석 및 진단에 관한 지원
- 지역정보화 촉진을 위한 국제교류ㆍ협력 및 국외 확산ㆍ보급

## 연혁
- 1997.12.17. 지역정보화지원재단 설립
- 2003. 2.24.  자치정보화조합 설립
- 2006. 9.30.  지역정보센터 개설
- 2008. 2.21.  한국지역정보개발원 개원
- 2011. 9.30.  개인정보보호분야 전문기관 지정
- 2013. 2. 8.  자치단체 정보공유분석센터(ISAC) 구축
- 2015. 9.28.  클라우드컴퓨팅 전담기관 지정
- 2016. 3.21.  한국지역정보개발원 청사 개청
- 2018. 2. 1. 첨단 정보기술 활용 공공서비스 전문기관 지정
- 2019. 2.15. 행정안전부 연구개발(R&D) 총괄기관 지정
- 2021. 3.12. 행정안전부 데이터기반행정 전문기관 지정
- 2021. 6.30. 가명정보결합 전문기관 지정(개인정보보호위원회)